# Sparkasse Berchtesgadener Land
Die Sparkasse Berchtesgadener Land ist eine Sparkasse mit Sitz in Bad Reichenhall in Bayern. Ihr Geschäftsgebiet ist der Landkreis Berchtesgadener Land.

## Organisationsstruktur
Die Sparkasse Berchtesgadener Land ist eine Anstalt des öffentlichen Rechts. Träger ist der „Sparkassenzweckverband Berchtesgadener Land“, dessen Mitglieder sind der Landkreis Berchtesgadener Land (76,00 %), die Städte Freilassing (11,00 %) und Laufen (8,00 %) sowie der Markt Teisendorf (5,00 %).
Rechtsgrundlagen sind das Sparkassengesetz, die bayerische Sparkassenordnung und die durch den Träger der Sparkasse erlassene Satzung. Organe der Sparkasse sind der Vorstand und der Verwaltungsrat. Organ des Trägers Sparkassenzweckverband Berchtesgadener Land ist die Verbandsversammlung.

## Geschäftsausrichtung und Geschäftszahlen
Die Sparkasse Berchtesgadener Land betreibt als Sparkasse das Universalbankgeschäft. Die Sparkasse Berchtesgadener Land wies im Geschäftsjahr 2024 eine Bilanzsumme von 2,128 Mrd. Euro aus und verfügte über Kundeneinlagen von 1,69 Mrd. Euro. Gemäß der Sparkassenrangliste 2024 liegt sie nach Bilanzsumme auf Rang 226. Sie unterhält 15 Filialen/Selbstbedienungsstandorte und beschäftigt 348 Mitarbeiter.

## Sparkassen-Finanzgruppe
Die Sparkasse Berchtesgadener Land ist Teil der Sparkassen-Finanzgruppe. Die Sparkasse vertreibt daher z. B. Bausparverträge der LBS, offene Investmentfonds der Deka und vermittelt Versicherungen der Versicherungskammer Bayern. Die Funktion der Sparkassenzentralbank nimmt die Bayerische Landesbank wahr.